# 1221 Amor

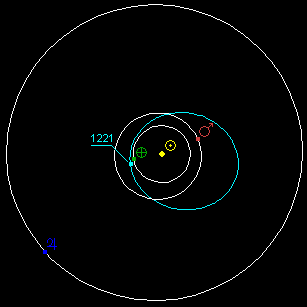
Quỹ đạo của 1221 ngày ngày 12 tháng 3 năm 1932: màu vàng - Mặt Trời, xanh lá cây - Trái Đất, đỏ - Sao Hỏa, xanh sáng - 1221 Amor, xanh tối - Sao Mộc

1221 Amor cùng tên với tiểu hành tinh Amor là một nhóm các tiểu hành tinh gần Trái Đất có quỹ đạo nằm giữa Trái Đất và Sao Hỏa. Amors thường xem là tiểu hành tinh băng qua Sao Hỏa nhưng không phải là tiểu hành tinh băng qua Trái Đất.